# Miguel Miranda (écrivain)
Pour les articles homonymes, voir Miguel Miranda et Miranda.
Miguel Miranda, né le 18 mai 1956 à Porto, est un écrivain portugais, auteur de roman policier.

## Biographie
Il est médecin généraliste depuis 1979.
Il se lance dans l'écriture au début des années 1990. Il est l'auteur de plusieurs romans policiers, dont plusieurs ont pour héros récurrent le détective privé Mário França. Il reçoit en 1997 le prix Caminho consacré à la littérature policière. 
Il est membre du PEN club portugais.

## Œuvres
- O Complexo de Sotavento (1992)
- Contos à Moda do Porto (1996)
- Bailado de Sombras (1997)
- O Estranho Caso do Cadàver sorridente (1998) Publié en français sous le titre L'Étrange Affaire du cadavre souriant, traduit du portugais par Vincent Gorse, La Tour-d'Aigues, Éditions de l'Aube, coll. L'Aube noir, 2014
- A Mulher que Usava o Gato Enrolado ao Pescoço (1999)
- Livrai-nos do Mal (2000)
- A Maldição do Louva-a-Deus (2001)
- A Princesa Voadora (2002)
- Caçadores de Sonhos (2003)
- Dois Urubus Pregados no Céu (2004) Publié en français sous le titre Quand les vautours approchent, traduit du portugais par Vincent Gorse, La Tour-d'Aigues, Éditions de l'Aube, coll. L'Aube noir, 2011
- O Silêncio das Carpideiras (2005)
- O Rei do Volfrâmio (2008)
- Dai-lhes, Senhor, o Eterno Repouso (2011) Publié en français sous le titre Donnez-leur, Seigneur, le repos éternel, traduit du portugais par Vincent Gorse, La Tour-d'Aigues, Éditions de l'Aube, coll. L'Aube noir, 2014
- Todas as Cores do Vento (2012)
- Quiromancia (2012)
- A Paixão de K (2013)
- A Fome do Licantropo e Outras Histórias (2014)
- Contos à Moda do Porto (édition revue, 2014)
- Sem Coração (2015) Publié en français sous le titre La Disparition du cœur des symboles, traduit du portugais par Pierre Michel Pranville, La Tour-d'Aigues, Éditions de l'Aube, coll. L'Aube noir, 2016
- 60Q? (2016)
- Demasiado Mar para Tantas Dúvidas (2017)
- Sete Janelas com vista para a Morte (2017)